# Szótadész (komédiaköltő)
Szótadész (i. e. 3. század) görög költő.
Az athéni újkomédia költője volt. Mindössze két munkájának címét ismerjük: Eikleiomanai (Lakat alatt tartott nők), valamint Paralutromenosz (Aki váltságdíjjal kiszabadít).